# Alpári Gyula
Alpári Gyula, szül Adler Mózes (Dunaföldvár, 1882. január 18. – Sachsenhausen, 1944. július 17.) újságíró, baloldali szociáldemokrata, majd kommunista, a Magyarországi Tanácsköztársaság helyettes külügyi népbiztosa, a Komintern Végrehajtó Bizottsága Inprekorr a Nemzetközi sajtó-levelezés (Internationale Presse-Korrespondenz) című nemzetközi lapjának főszerkesztője volt.

## Élete

### Szociáldemokrata ifjúmunkás
Pozsonyban, diákként került kapcsolatba a munkásmozgalommal. 1902-től a Népszava munkatársaként, 1903-ban az MSZDP titkárságán dolgozott, majd közkatonaként tudósította a Népszavát a hadseregben uralkodó állapotokról. 1906-tól az ifjúmunkás-mozgalom egyik vezető aktivistája, 1907-től az Ifjúmunkás című lap szerkesztője volt. Részt vett az 1907. március 31-én tartott, ifjúmunkások első országos értekezletének megszervezésében és munkájában. A Szocialista Ifjúmunkás Internacionálé alapító kongresszusának résztvevője volt, majd németországi szociáldemokrata lapoknál vállalt munkát. Hazatérése után segédkönyvtárosként dolgozott Budapesten a VI. kerületi Népházban és az ifjúmunkás-mozgalomban, az építőmunkások és a fuvarozók szakszervezeteiben a pártvezetőséggel szembeforduló baloldali ellenzéki frakciót szervezte. Emiatt pártfegyelmi vizsgálat indult ellene, s 1910 márciusában a pártkongresszus kizárta az MSZDP-ből. Alpári a II. Internacionálé koppenhágai kongresszusához fellebbezett, párttársaival memorandumban bírálta a pártvezetőséget. A kongresszus mandátumvizsgáló bizottsága – V. I. Lenin, Rosa Luxemburg és Clara Zetkin tiltakozása ellenére – nem ismerte el mandátumát.

### Kommunistává válása
1911 tavaszán Alpári új munkáspárt alapítását kezdeményezte. Előkészítő bizottságot hozott létre, és elindította a Szociáldemokrata című lapot. Céljai közel álltak az MSZDP 1903-as programjához, de a polgári pártokkal való együttműködést elutasította, s a párt és a szakszervezeti mozgalom elválasztásának a híve volt, a választójogi küzdelemben pedig radikális módszerek alkalmazását javasolta. Nem sikerült tömegbefolyásra szert tennie a szociáldemokrata mozgalomban. 1911 és 1913 között német szociáldemokrata lapok magyarországi tudósítója volt.1916-ban munkát vállalt a Magyarországon megjelenő Neues Politisches Volksblatt című polgári napilapnál. Cikkeivel élesen támadta a kormányt, s támogatta a zimmerwaldi konferencián megfogalmazott béketörekvéseket. 1917-ben a bolsevik forradalom hívévé vált. 1919 elején csatlakozott a néhány hete alakult Kommunisták Magyarországi Pártjához. Az 1919 februári letartóztatások után a kommunisták szerveződésének egyik vezető aktivistájaként rendszeres kapcsolatban állt a bebörtönzött Kun Bélával. A Magyarországi Tanácsköztársaság alatt a sajtódirektórium vezetője, a Vörös Újság szerkesztőségének tagja, a Budapest VI. kerületi munkás- és katonatanács tagja, június 24-től pedig helyettes külügyi népbiztos. A júniusi pártkongresszuson az egyesült párt kommunista jellegének megtartását követelte, s a többséggel szemben fellépett a Clemenceau-jegyzék elutasítása érdekében. A Tanácsköztársaság bukása után Csehszlovákiába emigrált, ahol részt vett az ottani kommunista párt megalakításában.

### Az Inprekorr főszerkesztője
1921-ben Lenin javaslatára a Komintern III. kongresszusa megbízta a Berlinben megjelenő Inprekorr (Internationale Presse-Korrespondenz) szerkesztésével és megszervezésével. Ekkortól Németországban, Ausztriában, Svájcban, majd Franciaországban 20 éven át szerkesztette a Komintern VB nemzetközi tájékoztató lapját. 1924-ben részt vett a Komintern V. kongresszusán, majd bekerült  a KMP-t irányító Organizációs Bizottságba. A KMP I. kongresszusa a KB tagjává választotta. A KB-ban bírálta a pártvezetés ultra-baloldali álláspontját, elutasította az „új proletárdiktatúrát mint közvetlen célkitűzést”. Az elvi ellentétek és szerkesztőségi munkája miatt 1929 elején kivált a KB-ből.
1935-től Párizsban az Inprekorr utódját, a Rundschau című lapot szerkesztette. Az 1930-as években számos tanulmányt írt a marxizmus-leninizmus kérdéseiről. 1939-től a Francia Kommunista Pártban tevékenykedett, 1940 nyarán a Gestapo letartóztatta. Börtönbe került, majd a sachsenhauseni koncentrációs táborba vitték. Ott megtagadta, hogy a náciknak megfelelő visszaemlékezést írjon a Kominternről, ezért agyonlőtték.

## Művei
- Válogatott írásai (szerk.: Aranyossi Magda) Budapest, 1960